# Seznam irskih matematikov
Seznam irskih matematikov.

## B
- Alicia Boole Stott (1860 – 1940) (irsko-angleška)

## G
- John Thomas Graves (1806 – 1870)

## H
- William Rowan Hamilton (1805 – 1865)

## L
- Joseph Larmor (1857 – 1942)

## M
- James MacCullagh (1809 – 1847)

## R
- Ramanudžan (indijsko/tamilsko-britansko/irski) (1887 – 1920)

## S
- George Salmon (1819 – 1904)
- Henry John Stephen Smith (1826 – 1883)
- George Gabriel Stokes (1819 – 1903)
- John Lighton Synge (1897 – 1995)